# Munnickenveld 2
Het huis op het adres Munnickenveld 2, in de Noord-Hollandse stad Hoorn, is een rijksmonumentaal pand in eigendom van de Vereniging Hendrick de Keyser. Het pand is gebouwd aan het Munnickenveld, dat zowel een gracht als een straat is.

## Geschiedenis
De mogelijkheid bestaat dat het pand een van de eerste bouwwerken aan de gracht was. De gracht werd in een voormalig kloosterterrein gegraven, waarna er ook bebouwing om de gracht kwam. Het kloosterterrein was eigendom van het klooster dat later het Sint-Pietershof werd. De pui werd gebouwd van eikenhout en kreeg een halfronde deur met op de verdieping een kruiskozijn.
De Vereniging Hendrick de Keyser heeft het pand in 1921 aangekocht. Het pand is in 1945 na een brand volledig herbouwd, wel werd de gevel aangepast: de tuitgevel werd vervangen door een trapgevel. Tijdens de herbouw bleek dat de oude kap geen tussenbalkgebinten bleek te hebben. De kap was dus bedoeld om met riet bedekt te worden en niet met dakpannen. Bij de herbouw werd de woning verdeeld in een voorhuis en een aparte woonkamer. Omdat over de originele indeling weinig bekend is werd de keuken rechtsachter in de woning geplaatst.